# Retiro rhombifer
Espèce
Synonymes
- Auximus rhombifer Simon, 1906

Retiro rhombifer est une espèce d'araignées aranéomorphes de la famille des Macrobunidae.

## Distribution
Cette espèce est endémique d'Équateur. Elle se rencontre dans les provinces de Loja et de Zamora-Chinchipe.

## Description
Les femelles syntypes mesurent de 6 à 7 mm.

## Systématique et taxinomie
Cette espèce a été décrite sous le protonyme Auximus rhombifer par Simon en 1906. Elle est placée dans le genre Retiro par Lehtinen en 1967.

## Publication originale
- Simon, 1906 : « Étude sur les araignées de la section des cribellates. » Annales de la Société entomologique de Belgique, vol. 50, p. 284-308 (texte intégral).